# Penn & Bauduin

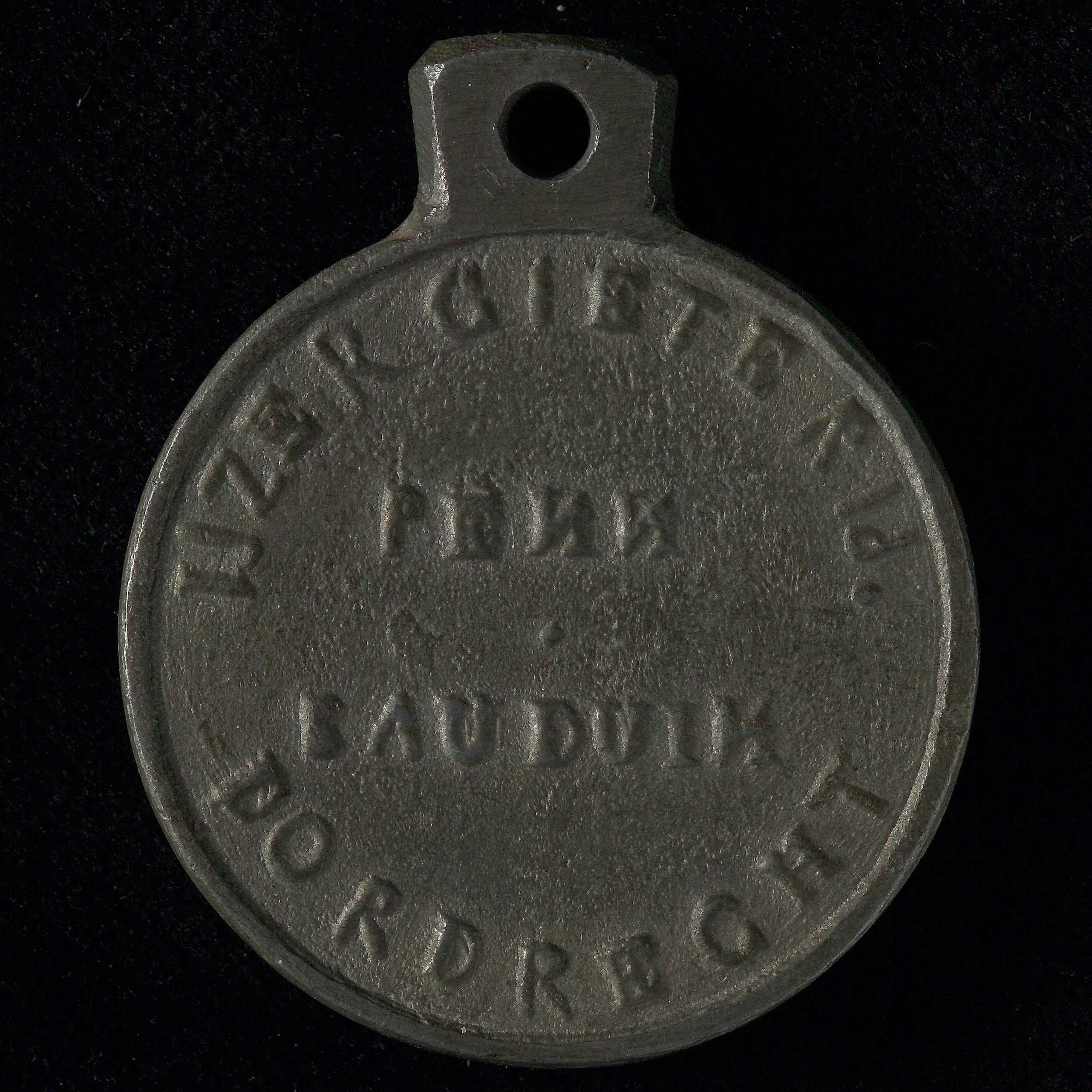
Draagpenning uit 1888

Penn & Bauduin was een Nederlands bedrijf, gevestigd te Dordrecht. Het bedrijf werd opgericht in 1843 en was oorspronkelijk een ijzergieterij, die zich ontwikkelde tot machinefabriek en constructiewerkplaats. Penn & Bauduin werd in 1996 gesloten.

## Oprichting 19e eeuw

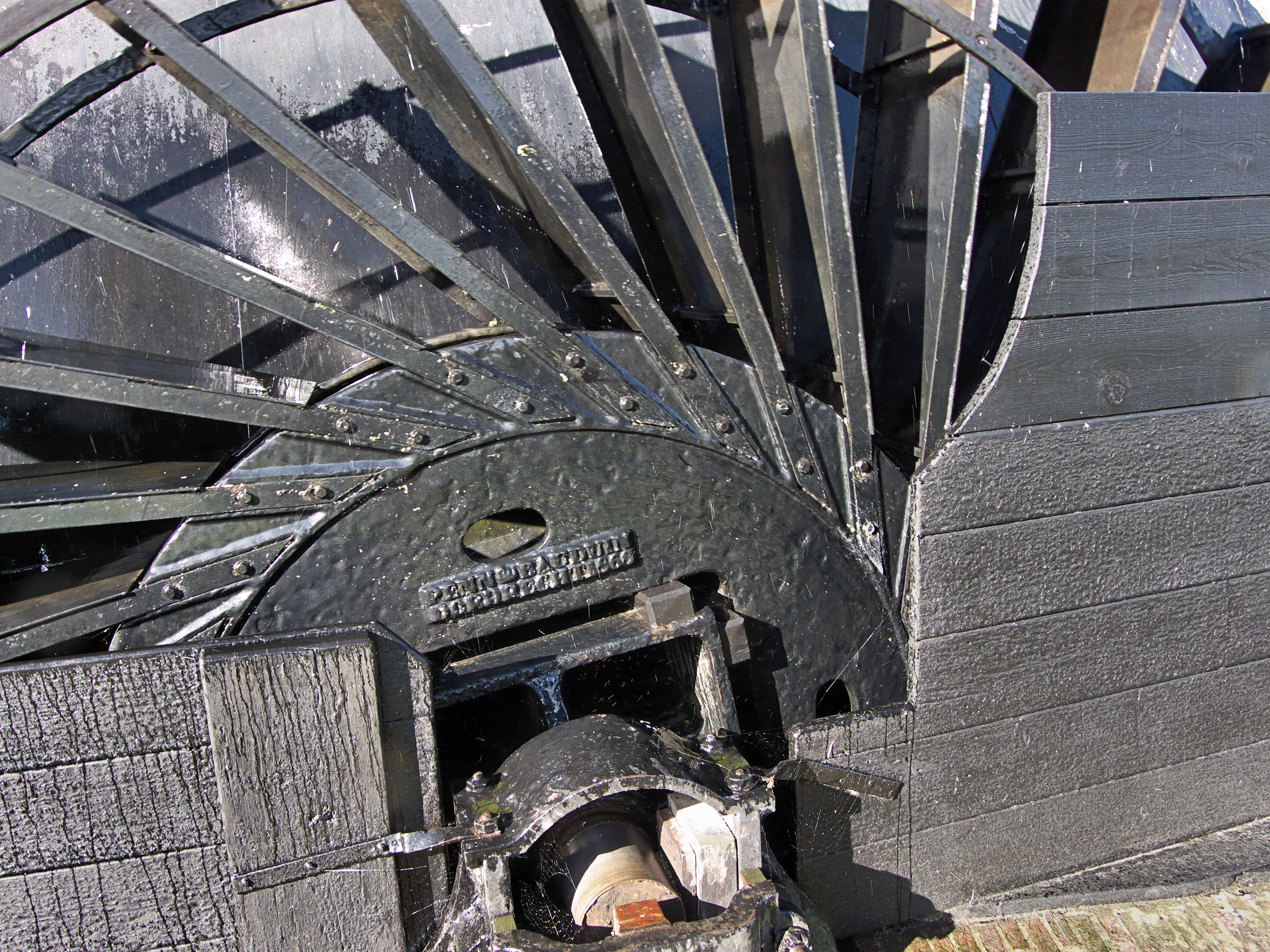
Molenscheprad in Langerak

De ondernemers Franciscus Dominicus Andreas en Dominicus Matheus Bauduin en Hendricus Jodocus Penn voerden in de eerste helft van de 19e eeuw een uitgebreide (commissie)handel, onder meer in bouwmaterialen in Dordrecht. Daarnaast waren ze ook actief als producent, in 1835 startten zij met een eigen wijnazijnmakerij. En in 1839 verbonden zij zich met de metaalgieter G.J. Molenaar en startten onder de firmanaam Molenaar & Penn een metaalgieterij. Er werden onder meer bronzen gaskranen en koperwerk voor schepen vervaardigd. In 1843 werd deze firma ontbonden. Beide vennoten gingen met deze activiteit verder, Penn en Bauduin onder de vennootschap H.J. Penn & Co., met de zwagers Hendricus Jodocus Penn en Franciscus Dominicus Andreas Bauduin (1785-1846). Na hun overlijden zetten in 1847 de beide weduwes met ieder een zoon - Johannes Jacobus Bauduin en Hubertus Jodocus Penn (1818-1890) de zaken, inclusief gieterij, voort onder de bestaande firmanaam. De gieterij was inmiddels uitgebreid met een ijzergieterij. In 1847 vestigde het bedrijf zich aan de ’s-Gravendeelsedijk (De Mijl). Het bedrijf groeide snel maar wisselend; in 1854 waren er 100 man aan verbonden, in 1857 33. In 1867 gingen Johannes Jacobus Bauduin en Hubertus Jodocus Penn samen verder onder de naam Penn & Bauduin en tot 1897 bleef het een familiebedrijf. Toen trad Johanna Catherina Barendrecht, de weduwe Penn, uit en ging de onderneming verder onder leiding van Gijsbert van Aardenne (1841-1909) en Johannes Stephanus Wille. In 1906 vertrok Wille en sindsdien werd Penn & Bauduin een bedrijf onder leiding van de familie Van Aardenne. Tot circa 1900 bleef de bouwmaterialen- en commissiehandel en expeditiebedrijf (met onder meer eigen schepen) onder dezelfde (firma)naam bestaan. Daaraan was ook een verhuurbedrijf van bouwmachines als heimachines, locomobielen en pompen verbonden. Inmiddels was de gieterij met aanbehoren aardig gegroeid, van 120 arbeiders in 1871 tot 170 in 1892 en 200 in 1897 tot circa 300 in 1911. In 1913 werd een grote constructieloods (24 x 15 meter) opgericht, in 1916 vond de eerste elektrificering van het machinepark plaats.

## Producten

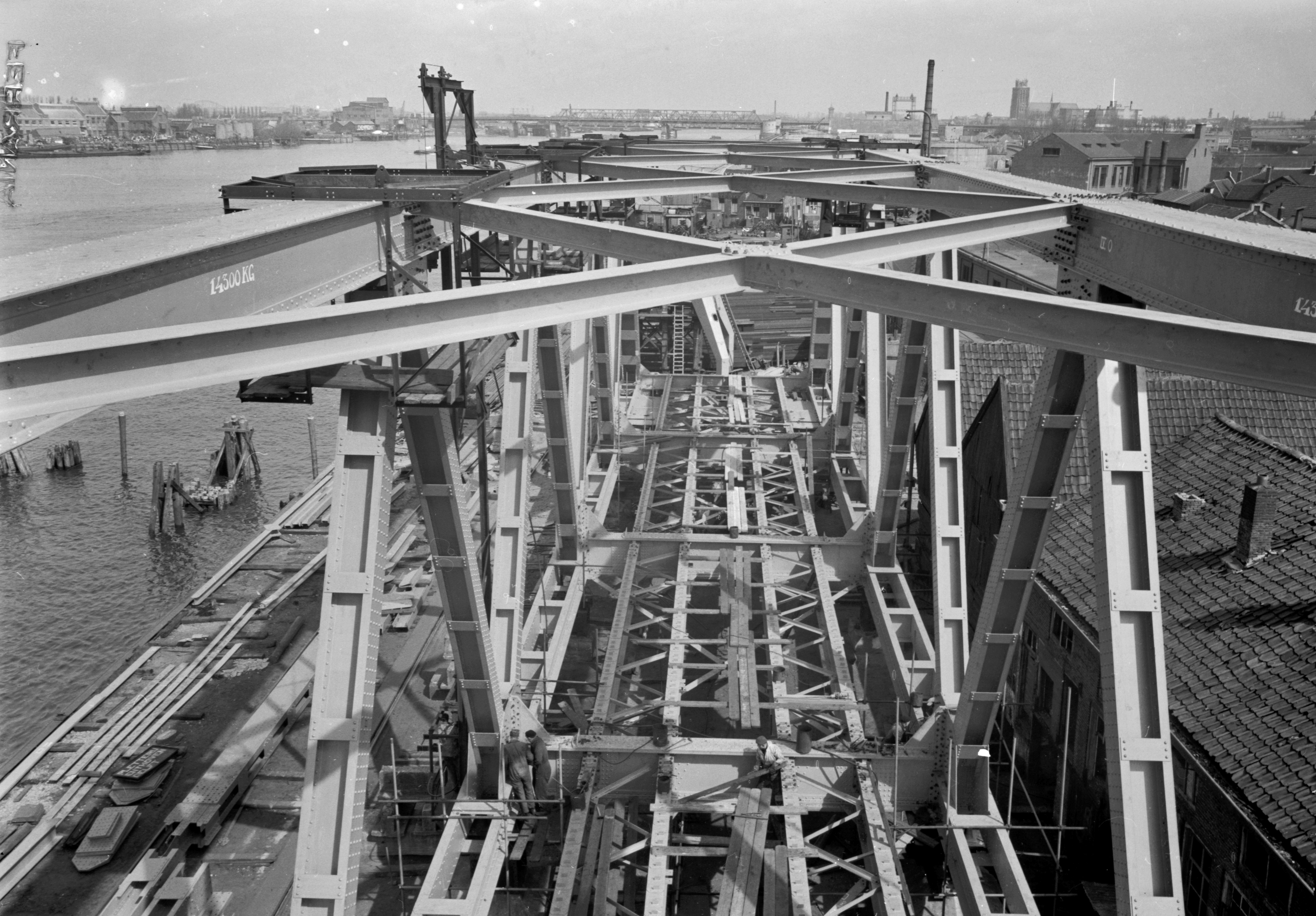
Constructie van een brugdeel (1954)

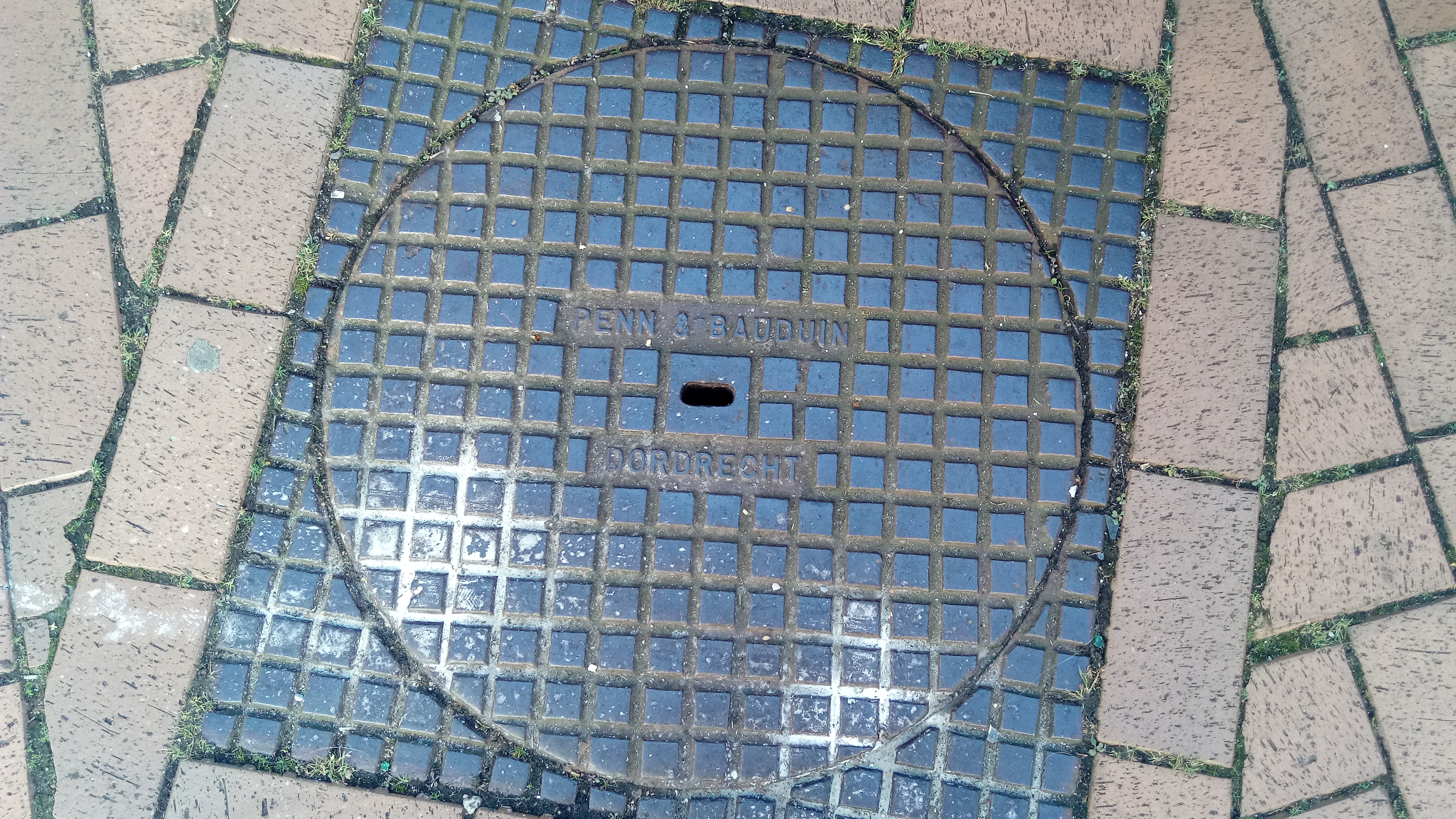
Putdeksel in Groningen

In de beginperiode van de gieterijactiviteiten lag de nadruk op sier- en bouwkundige voorwerpen als gegoten ijzeren tuinbanken, consoles en candelabres en kroonluchters. Een specialiteit van de ijzergieterij waarmee men rond 1845 startte en die meer dan een halve eeuw gold waren de molenassen. In het totaal werden er tot begin 20ste eeuw een 550 vervaardigd, onder meer voor molens in Maasdam, Goidschalxoord, Mijnsheerenland en Kinderdijk. In het verlengde ging men constructies van gietijzeren onderdelen maken, zoals bruggen. Een eerste levering betrof de vervaardiging van een havenbrug in Vlissingen, in 1854. Er volgden vele, in heel Nederland (1870-1900: Oud-Beijerland, Vlaardingen, Dordrecht, Breda, Spaarndam, Amsterdam, Rotterdam en Schiedam) maar ook in Nederlands-Indië, in opdracht van het Ministerie van Koloniën. Een bijzondere specialiteit waren lichtopstanden en vuurtorens zoals de Lange Jaap te Den Helder (1878), Hoek van Holland (1893 en 1899) en Stavoren en de zeekaap van Hollum. Verder werden er vier torens geleverd voor Nederlands-Indië (1881 en 1887/88). Voor poldermolens en gemalen werden schepraderen vervaardigd. Allengs ontwikkelde zich ook de machinefabricage. In de jaren 1860 werden de eerste stoominstallaties (machines en ketels) vervaardigd. Rond 1885 startte de reparatie van baggerschepen en vanaf circa 1914 vervaardigde het bedrijf baggerwerktuigen in eigen beheer, waarbij de casco’s elders werden gebouwd. Verder was rond 1880 de vervaardiging van werktuigen voor constructie en scheepsbouw als pons-, knip- en buigmachines een specialiteit.

## Bloei en neergang
In de 20e eeuw specialiseerde de firma zich steeds meer tot constructiewerkplaats (1936 de Moerdijkbrug). In de naoorlogse tijd moesten heel wat bruggen hersteld worden, maar werden vervolgens ook nieuwe bruggen gebouwd, onder meer de Merwedebrug tussen Dordrecht en Papendrecht (1967). Omstreeks 1970 kwam het bedrijf in de problemen; machines waren verouderd, er was te weinig personeel, de offertes waren prijzig en er waren onvoldoende investeringen. In 1969 werd de NV v/h H. Troost uit Pernis eigenaar van de inmiddels ‘koninklijke’ Penn & Bauduin – met dan circa 400 medewerkers – door overname van alle aandelen. Onder Troost werden op het terrein olieplatformen gebouwd wat leidde tot een tijdelijke opleving: in 1975 circa 500 medewerkers. Dit ondanks de sluiting van de al jaren verliesgevende ijzergieterij, in 1972. In 1978 kwam Penn & Bauduin in handen van staalconstructiebedrijf De Groot uit Zwijndrecht; de naam koninklijke Penn & Bauduin werd gewijzigd in Grootint Dordrecht. Bij gebrek aan grote opdrachten volgde in 1996 sluiting.